# 台湾鉄路管理局DR1000型気動車 (2代)
DRC1000型気動車（ディーアール1000がたきどうしゃ）は、台湾鉄路管理局（現台湾鉄路公司）の支線区用気動車である。

## 概要
20世紀末に運用されていたDR2100型 - DR2400型は一部は運用開始から60年以上に達し、老朽化が始まっていたうえ冷房も無かった。このため台鉄は新世代気動車の導入による支線区のサービス向上が必要と考え、「810購車計画」を通じ日本車輌製造から36両の冷房付ディーゼルカー（中国語：冷氣柴油車）を購入し、同時にDR3100型気動車を30両購入している。
1998年上半期より納車が開始され同年12月2日から運用を開始。1999年下半期には全ての旧型気動車に変わり「復興号」名目で三大支線を走行した。2006年11月1日のダイヤ改正時に区間車に編入された。
この車輛に台鉄はDRC1000型と付番し、DRC1001号 - 1036号となったが、その中のDRC1036号は局長専用車に改修され、DSC1001と改番されている。

## 機器等
全車が両運転台車で、単行から数両連結の運用にまで弾力的に使用されている。動力用エンジンにはカミンズNTA855R1ディーゼルエンジンを1台搭載し、この他電源用エンジンを一台搭載している。客用扉はプラグドアの片開き2扉、車内は転換クロスシートであったが、区間車に格下げの際にロングシートに改装し吊革が追加されている。